# Commiphora caudata
Commiphora caudata is een kleine of middelgrote bladverliezende boom, behorend tot de familie Burseraceae. De boom kan een groeihoogte tussen 12 en 20 meter bereiken. De stam kan een diameter hebben van 15 tot 25 centimeter. De bladeren en schors hebben de harsachtige geur die doet denken aan mango's. De boom wordt soms uit het wild geoogst voor lokaal medicinaal gebruik. Het endosperm verkregen uit vier of vijf verse of gedroogde zaden wordt gebruikt om buikpijn te verlichten.
De soort komt voor in Zuid-India en op Sri Lanka. Hij groeit in droge bossen op heuvelachtig terrein en daar veelal op open zonnige plaatsen. De boom geeft de voorkeur aan goed gedraineerde en grindachtige bodems, op hoogtes van 750 tot 1100 meter.
... 
C. africana · 
C. caudata · 
C. gileadensis · 
C.  guidottii · 
C. kataf · 
C. myrrha · 
C. simplicifolia · 
C. wightii · 
C. wildii
...